# Supermodel (You Better Work)
«Supermodel (You Better Work)» (с англ. — «Супермодель (Работай лучше)») — песня американского исполнителя Ру Пола, которая вошла в его альбом Supermodel of the World и стала синглом с него. Хотя она стала и не первым синглом артиста, тем не менее считается его дебютным синглом, поскольку выпущен был он на крупном лейбле.
Песня стала большим клубным хитом, благодаря чему смогла добраться до 2 строчки чарта США Billboard Hot Dance Club Songs; также песня вошла в чарт Billboard Hot 100 (пик — 45 место), сделав Ру Пола первым дрэг-артистом в истории, попавшим в данный чарт.
Музыкальное видео на песню было снято Рэнди Барбато в Детройте и выпущено в 1993 году. Видеоклип на песню был взят в активную ротацию на телеканале MTV, что было сюрпризом как для Ру Пола, так и для лейбла, поскольку там в то время транслировались в основном видео в стиле гранж, гангста-рэп и рок.
В 2006 году песня была переиздана Ру Полом в новой версии, придав ей звучания 80-х. Новая версия достигла 21 строчки в Billboard Hot Dance Club Songs.

## Чарты
| Чарт (1992–93)                       | Пиковая позиция |
| ------------------------------------ | --------------- |
| Канада (RPM Dance/Urban Singles)     | 4               |
| Великобритания (UK Singles Chart)    | 39              |
| США (Billboard Hot 100)              | 45              |
| США (Billboard Hot Dance Club Songs) | 2               |

## Сертификации и продажи
| Регион | Сертификация | Продажи  |
| --- | ------------ | -------- |
| США (RIAA) | Золотой      | 500 000^ |
| * Данные о продажах приведены только на основе сертификации. ^ Данные о тиражах приведены только на основе сертификации. |              |          |